# Área protegida municipal Ibare-Mamoré
El Área Protegida Municipal Ibare-Mamoré es un área protegida de Bolivia, ubicada al centro del país. El área protegida se encuentra a 6 km al oeste de la ciudad de Trinidad, que es la capital departamental, en la provincia de Cercado del departamento del Beni.
Cuenta con una superficie de 25.608 ha, que representa poco más del 14% de la superficie municipal, abarcando bosques, pampas y humedales de los llanos de Moxos, entre los ríos Ibare y Mamoré. Su importancia se debe a que es el hábitat de diferentes especies de aves, mamíferos, peces, así como del emblemático delfín de agua dulce (bufeo) y gracias al río Ibare se constituye en un regularizador del ciclo del agua en la región. Además cuenta con una importancia cultural debido a la presencia de varios pueblos indígenas y comunidades tradicionales asentados dentros del área protegida.
Fue creada el 18 de marzo de 2011 mediante la Ordenanza Municipal No 06/2011, considerando el área como espacio prioritario para el desarrollo sostenible a nivel municipal, así como para garantizar la calidad de vida de los habitantes del municipio de Trinidad.

## Geografía
El Ibare-Mamoré ocupa la parte más occidental del municipio de Trinidad, al sur del departamento del Beni. Limita al sur con el Parque municipal y área natural de manejo integrado Gran Mojos en el municipio vecino de Loreto, al norte con el municipio de San Javier, al este con la ciudad de Trinidad, y al oeste con el municipio de San Ignacio de Moxos.

## Clima
El área protegida municipal presenta un clima tropical, húmedo y cálido con temperaturas promedio de 27° a 38°. Cuenta con un aumento de precipitaciones en la época más cálida del año, de diciembre a marzo, y una época seca de julio a octubre en la que las lluvias prácticamente desaparecen. Esta sucesión de estaciones secas y húmedas, de aguas bajas y aguas altas, en una llanura con pequeñas variaciones de relieve, tiene importantes implicaciones ecológicas, aunque esta estacionalidad, en los últimos años, está variando, extendiéndose los periodos de inundación y modificándose los periodos de seca.

## Población
El Ibare-Mamoré alberga nueve comunidades indígenas y campesinas, en su mayoría de origen trinitario y yuracaré, las cuales son:
- Loma Suárez
- Puerto Ballivián
- Comunidad Villa Victoria
- Puerto Varador
- Puerto Almacén
- Puerto Geralda
- Mangalito
- Comunidad Copacabana
- Laguna La Bomba

Además se encuentra la estancia ganadera El Carmen. La vida de estas comunidades se organiza en estrecha relación con los ríos Ibare y Mamoré.
Las actividades económicas de estas comunidades son la pesca y agricultura de subsistencia (tradicional y camellones localizados). También se dan actividades temporales como extracción de áridos de las riberas, chuchío y leña, comercio informal y turismo a pequeña escala. Por su cercanía al centro urbano de Trinidad tiene un gran potencial turístico.

## Fauna
Un estudio realizado en 1998 registró 46 especies de mamíferos, 218 de aves, 13 de reptiles, 28 de anfibios y 175 de mariposas. Las especies emblemáticas del Ibare-Mamoré son el bufeo, jaguar, pejichi, ciervo de los pantanos y el lobito de río.
Entre las especies amenazadas protegidas están el bufeo, jaguar, ciervo de los pantanos, perrito de monte, borochi, marimono, manechi, oso bandera, anta, águila harpía, pava pintada, perdiz grande, paraba militar, caimán negro, tataruga y la peta de río.